# Caccamo
Caccamo ist eine Stadt der Metropolitanstadt Palermo in der Region Sizilien in Italien mit 7625 Einwohnern (Stand 31. Dezember 2023).

## Lage und Daten
Caccamo liegt 48 km südöstlich von Palermo. Die Einwohner arbeiten hauptsächlich in der Landwirtschaft und in der Viehzucht. Caccamo ist aber auch bekannt für seine Möbelindustrie. Einige der Hersteller bieten modern gestaltete Produkte. Ihre Ausstellungsräume kontrastieren mit der gut erhaltenen und gepflegten mittelalterlichen Struktur der Innenstadt. Caccamo ist außerdem bekannt für seine Molkereiprodukte und eine spezielle Mettwurst, der sogar ein Fest gewidmet ist (Sagra della salsiccia).
Die Nachbargemeinden sind Alia, Aliminusa, Baucina, Casteldaccia, Ciminna, Montemaggiore Belsito, Roccapalumba, Sciara, Sclafani Bagni, Termini Imerese, Trabia, Ventimiglia di Sicilia und Vicari.

## Geschichte
Das Gründungsdatum ist unbekannt. Eine Legende berichtet, dass die Stadt 480 v. Chr. von Karthagern gegründet worden sei, die nach der verloren Schlacht bei dem ca. 20 km entfernten Ort Himera flüchten mussten (s. Schlacht bei Himera). Diese hätten dem Ort den Namen Caccabe (Pferdekopf) gegeben. Möglicherweise gelangte so der Pferdekopf in das heutige Stadtwappen. Andere Interpretationen vermuten allerdings eine Herkunft vom griechischen Kakkabe (Rebhuhn), vom lateinischen Cac(c)abus (bzw. griech. kákabos: Tiegel, Pfanne, Kessel), vom arabischen Kùkum (Kessel) oder vom sizilianischen Caccamu (Lotusbaum).
Tatsächlich belegt ist die Erwähnung der Stadt erst in einem Dokument von 1093, in dem Roger I. Caccamo der Diözese Agrigent zuordnet. Die Normannen bauten auch das Kastell. Zu jener Zeit war Caccamo einer der wichtigsten Stützpunkte in ganz Sizilien. Ab dem 14. Jahrhundert war der Ort Lehnbesitz verschiedener Adelsfamilien unter anderem der Familie der Chiaramonte. Dieses änderte sich erst im 19. Jahrhundert mit dem Risorgimento, dem Beginn des modernen italienischen Nationalstaats.
In der Karte von Samuel von Schmettau von 1720/21 ist die Stadt bereits unter ihrem heutigen Namen verzeichnet.

## Sehenswürdigkeiten

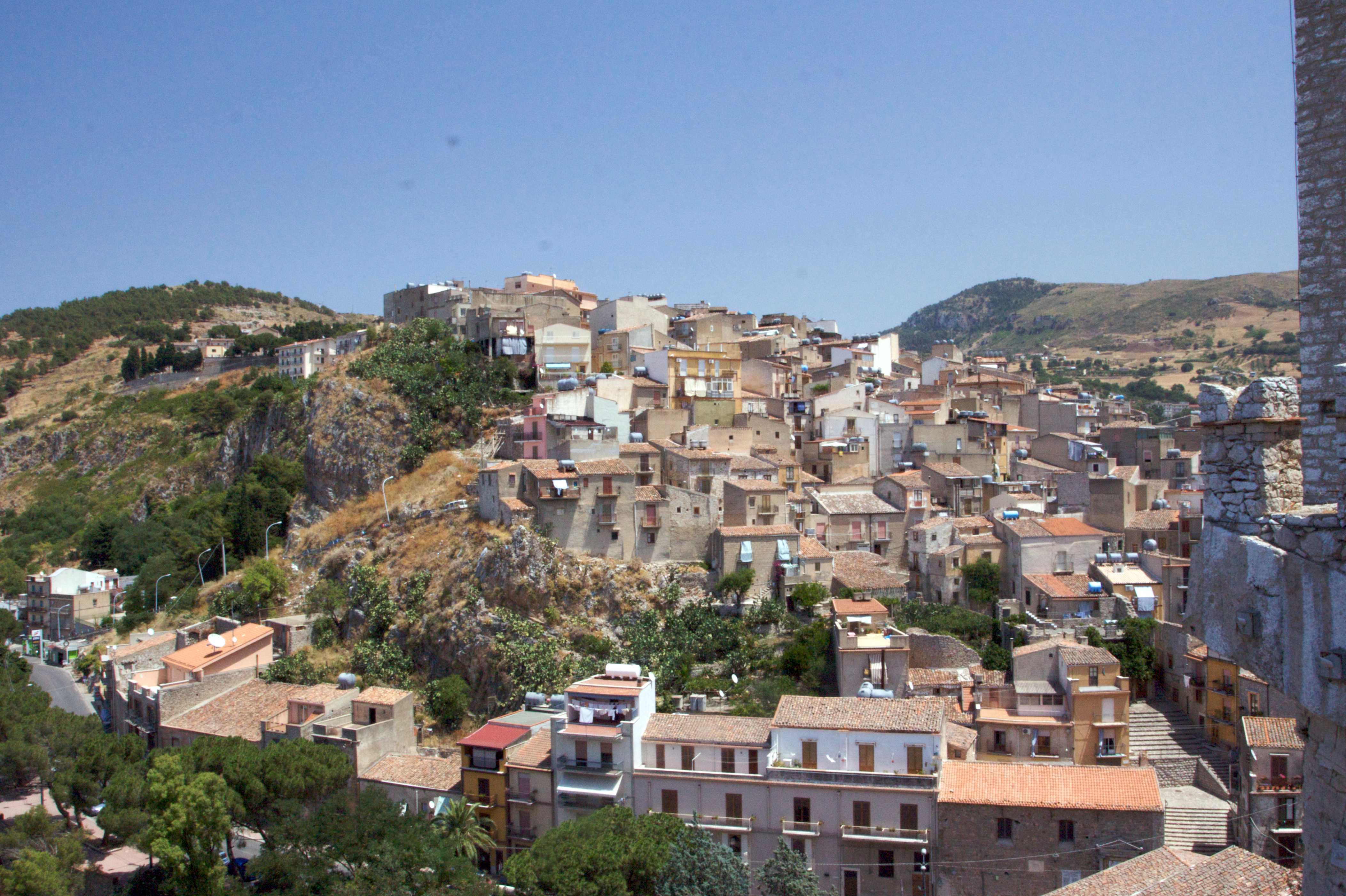
Panorama

Das gesamte historische Zentrum von Caccamo ist eine Sehenswürdigkeit an sich. Die mittelalterliche Struktur mit seinen außerordentlich engen Straßen ist im Wesentlichen erhalten. Möglich ist das u. a. wegen einer modernen Umgehungsstraße, die Durchreisende nordöstlich an der Altstadt vorbei leitet. Am westlichen Ende der Altstadt befindet sich die Burg von Caccamo. Sie entstand vermutlich als Aussichtsturm auf einem Felsen und wurde im Laufe der Jahrhunderte zu einer der größten Burgen Siziliens ausgebaut.
Die Region Sizilien kaufte sie 1963 und stellte sie für kulturelle und touristische Zwecke zur Verfügung.
Neben der Burg sind die zahlreichen Kirchen Caccamos sehenswert. Im Stadtplan von Caccamo sind 26 Kirchen verzeichnet. Von ihnen sind 7 als nicht mehr genutzt markiert. Zu den wichtigsten aktiven Kirchen zählen:
- Der Sankt Georg gewidmete Dom (Chiesa Madre S. Giorgio Martire). Er wurde 1090 von den Normannen gegründet und 1614 vergrößert. Um den Domplatz herum befinden sich weitere barocke Baudenkmäler wie die Chiesa dell’Oratorio, der Palazzo del Monte di Pietà und die Chiesa delle anime sante del Purgatorio. Der Domplatz ist außerdem Schauplatz von Festen und kulturellen Ereignissen.
- Die Kirche der heiligen Jungfrau (Chiesa SS. Annunziata). Sie wurde um 1200 gegründet und ist heute besonders durch ihre barocken Elemente gekennzeichnet.
- Die Kirche des heiligen Benedikt (Chiesa San Benedetto alla Badia). Sie wurde 1615 durch Benediktiner-Nonnen gegründet.
- Die Kirche der heiligen Maria (Chiesa S. Maria degli Angeli). In ihr befinden sich u. a. die sterblichen Überreste des heiligen Giovanni Liccio, dem Schutzheiligen von Caccamo.

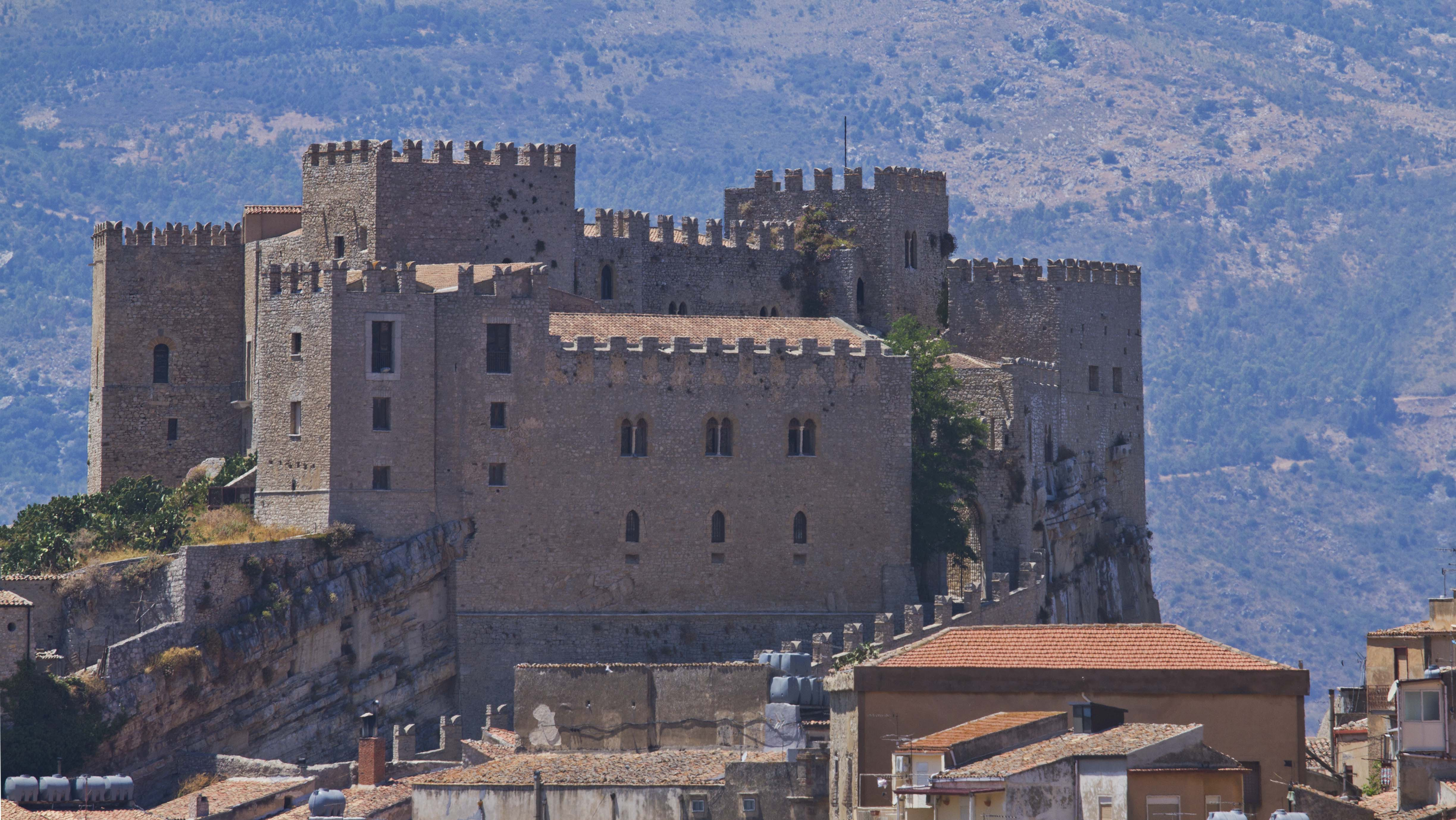
Die Burg
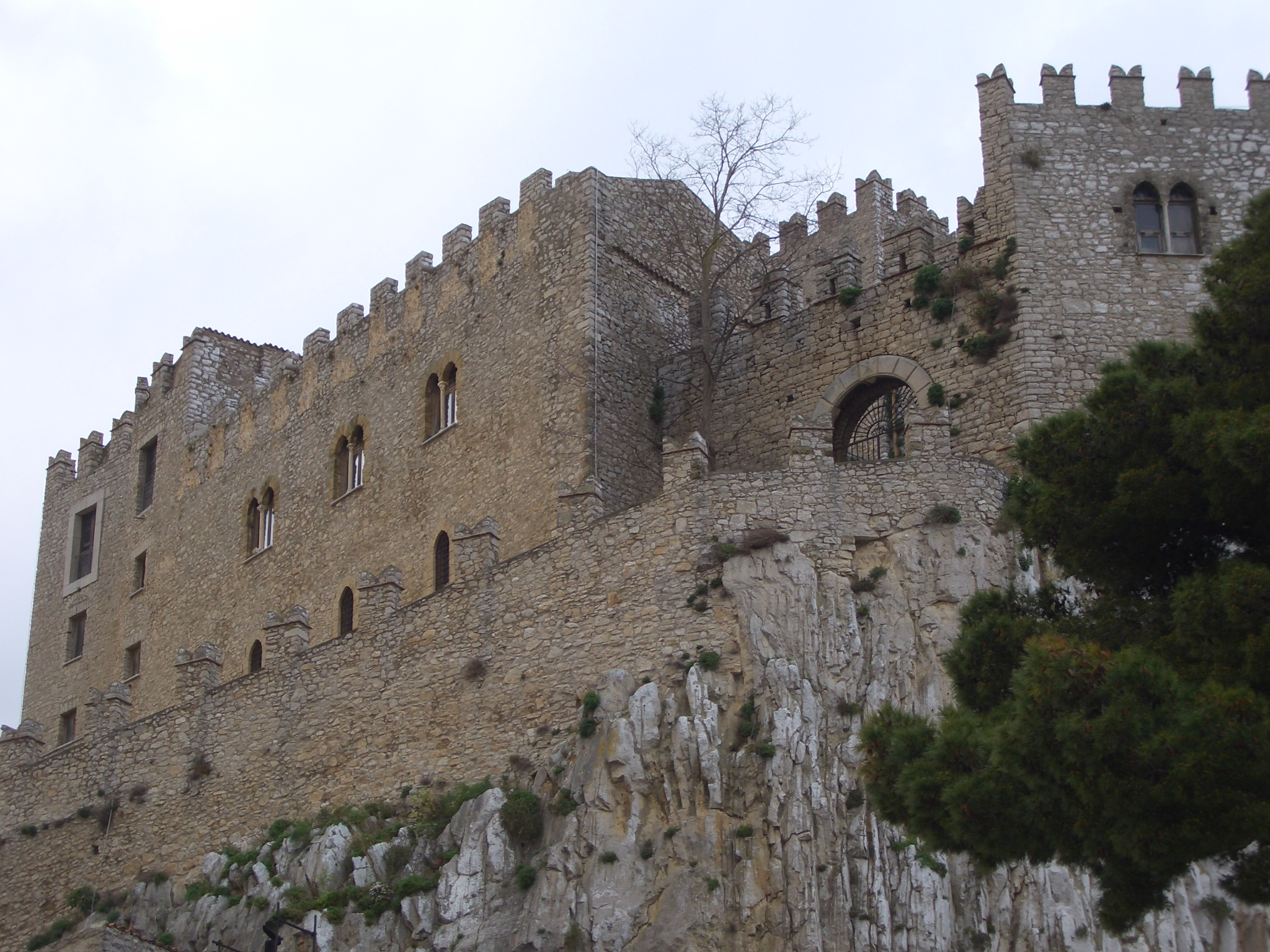
Castello di Caccamo
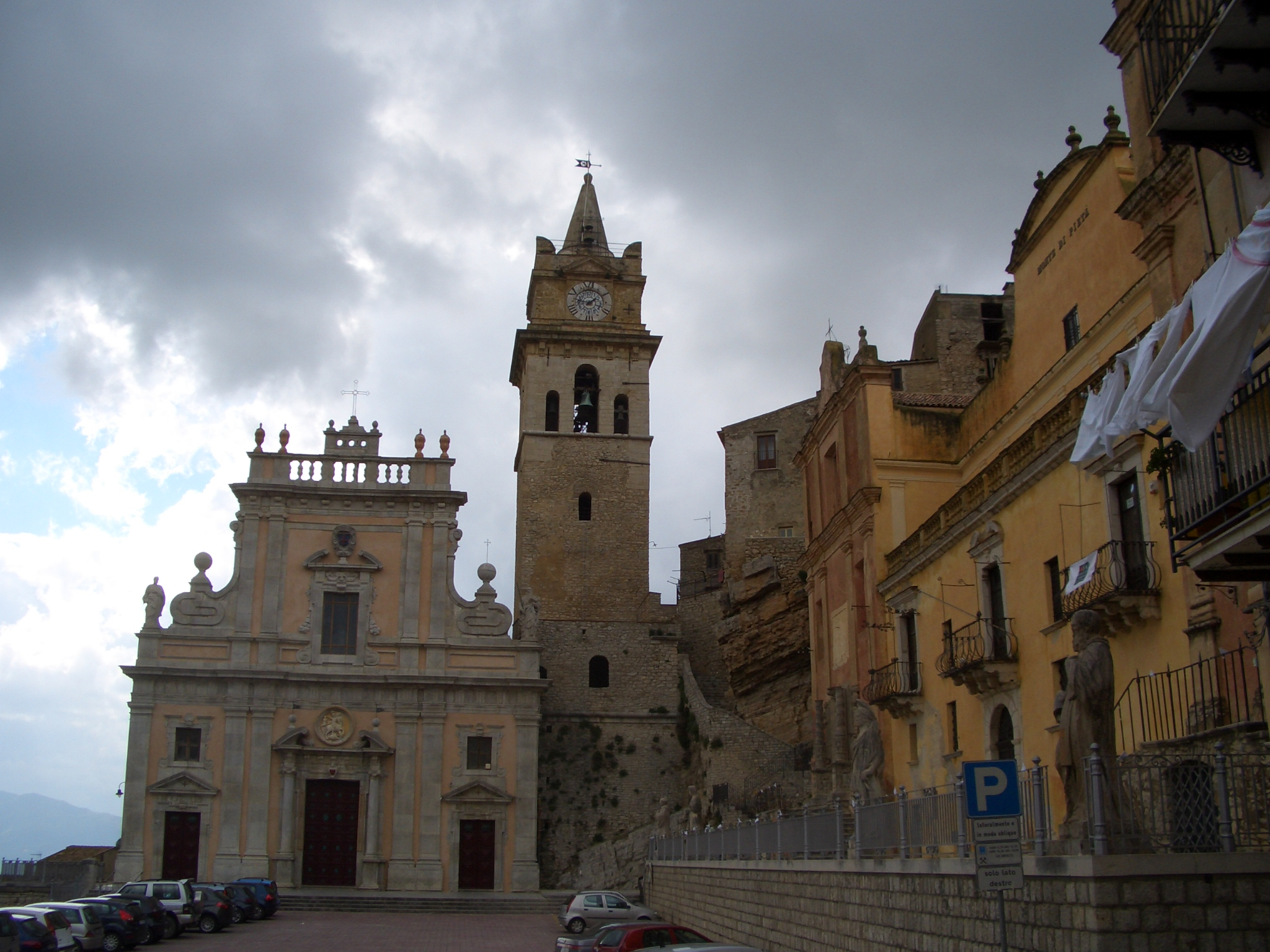
Der Dom
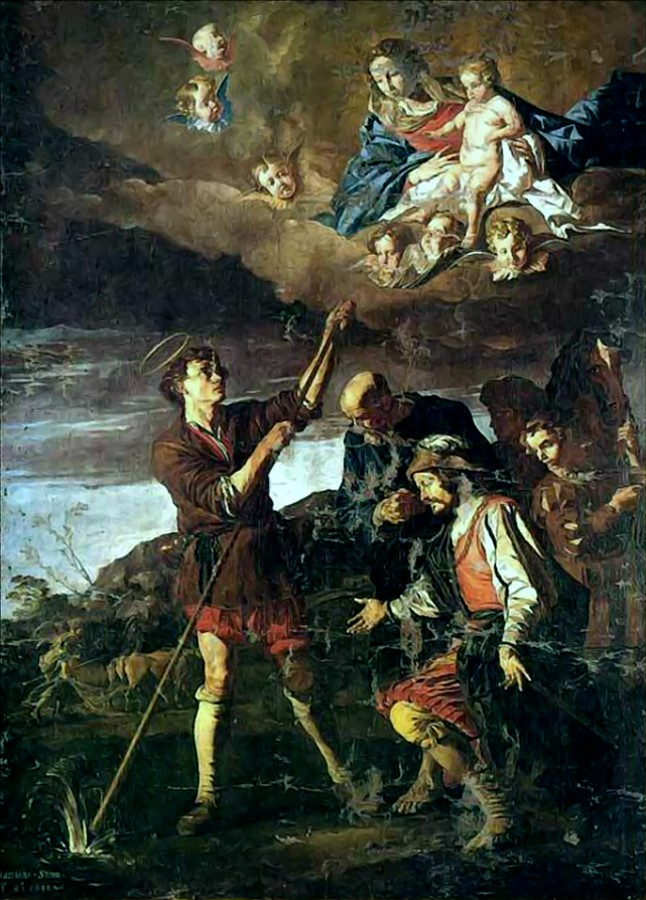
Gemälde von Matthias Stomer im Dom
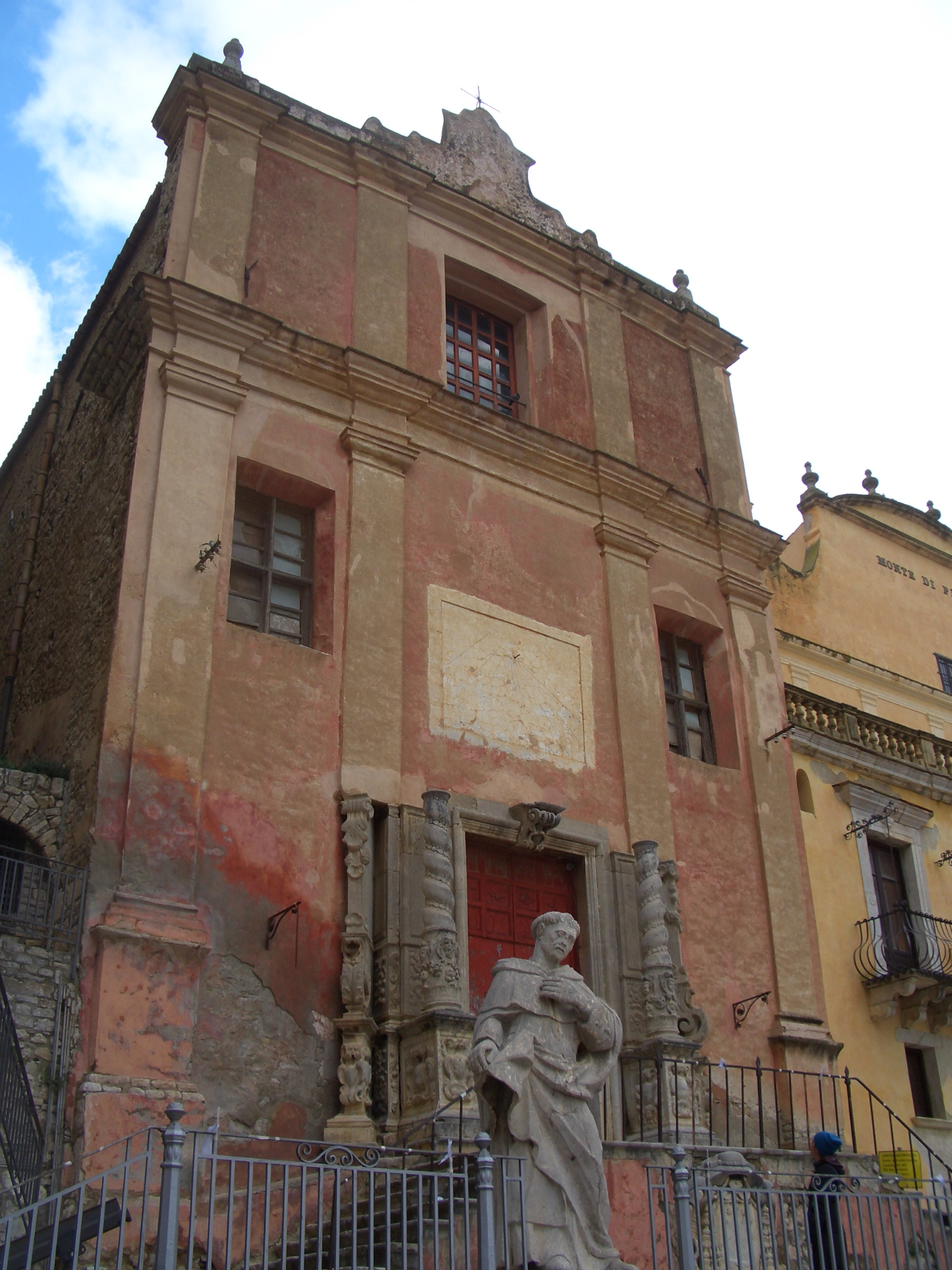
Chiesa dell’Oratorio
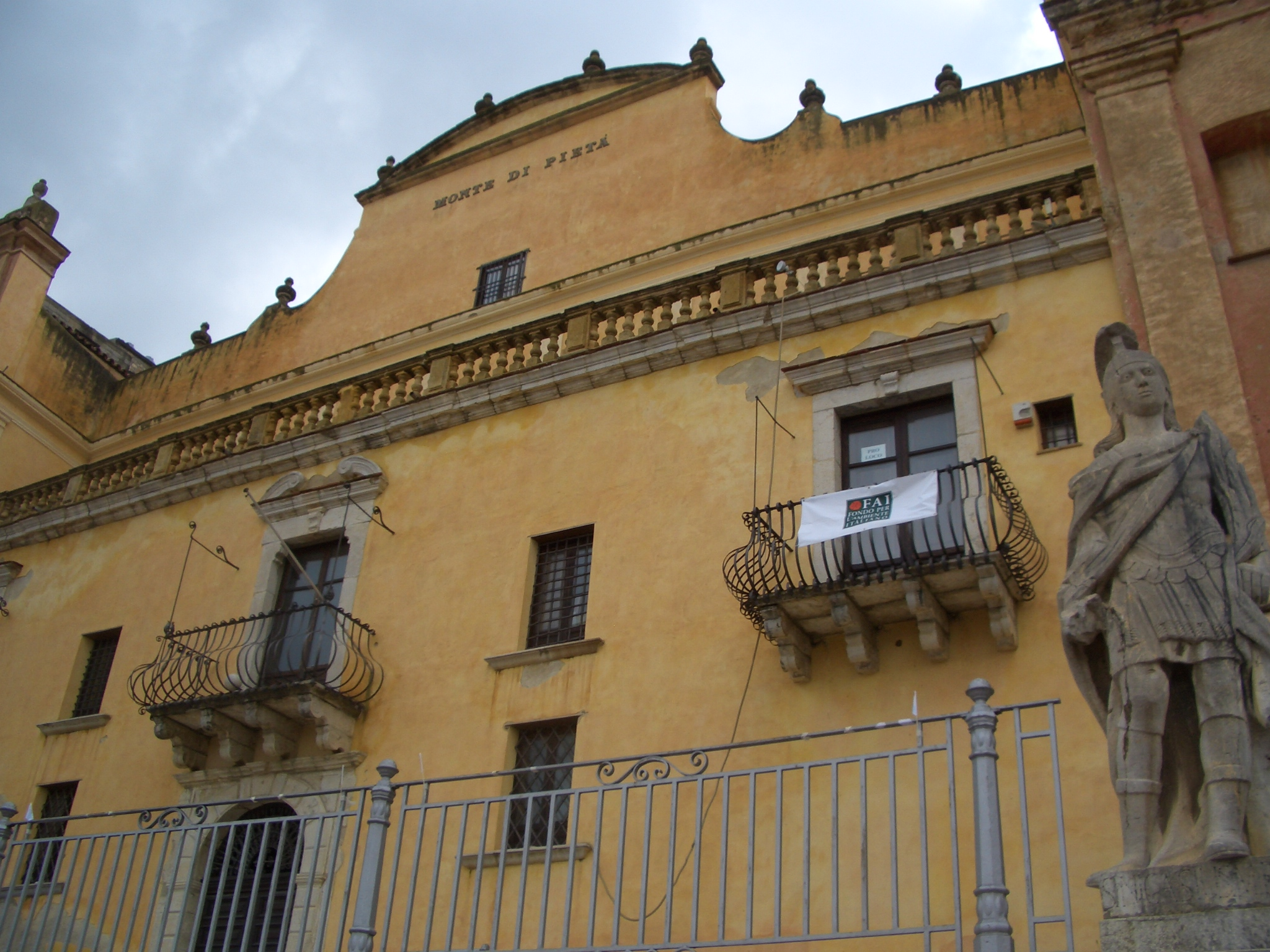
Monte di Pietà
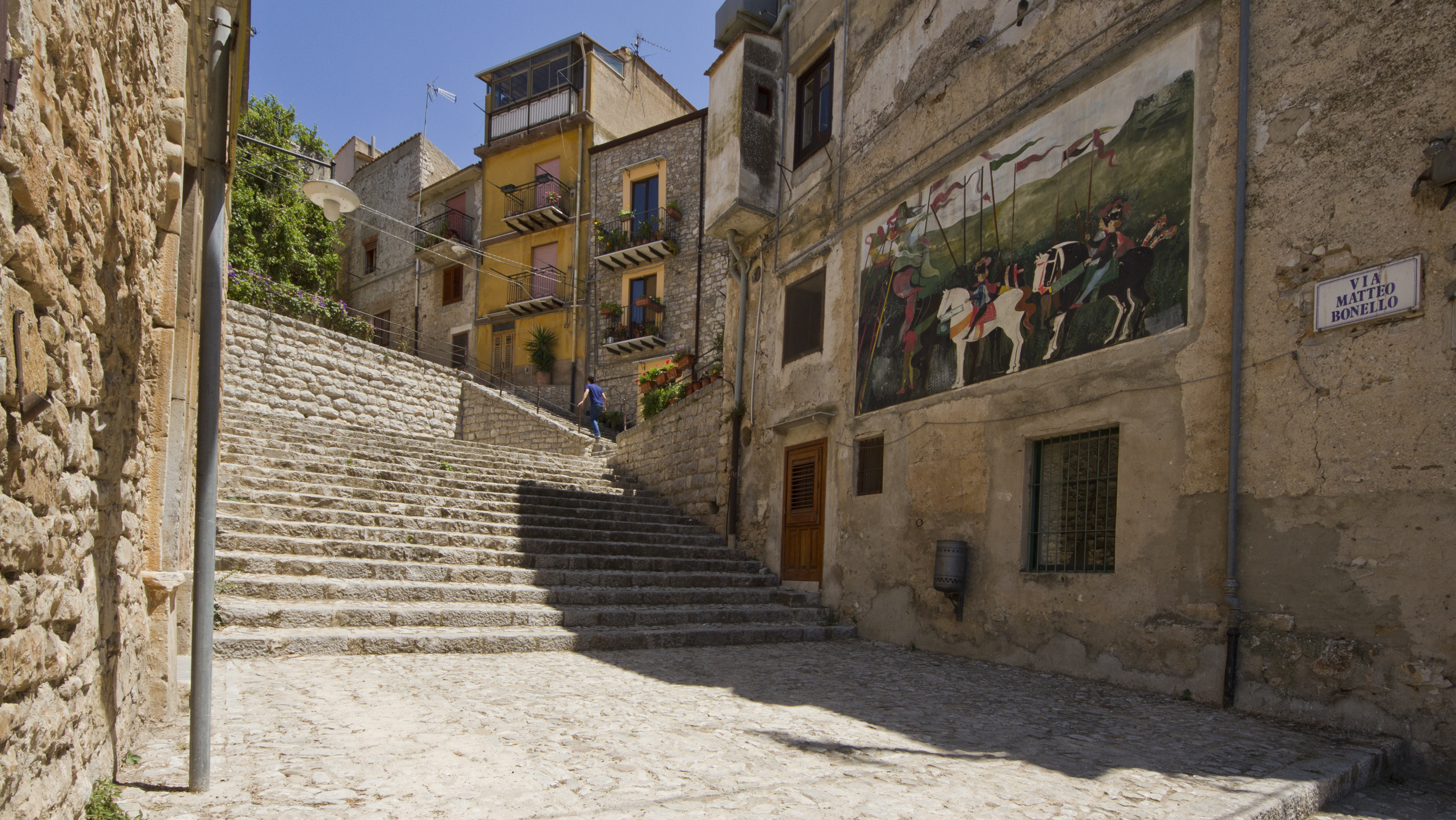
Via Matteo Bonello

## Persönlichkeiten
Der Mafioso Carlo Gambino (1902–1976), Oberhaupt der nach ihm benannten New Yorker Gambino-Familie und der Maler Pino Concialdi (1946–2015) wurden in Caccamo geboren.

## Veranstaltungen
- Die Castellana di Caccamo ist ein Fest, welches jedes Jahr Mitte August zu Ehren der Burg stattfindet. Man lässt das alte Burgleben mit historischen Kostümen, Musik und Gedichten wieder aufleben. 1998 nahmen diese Tradition pflegende Gruppen aus ganz Europa an der Castellana di Caccamo teil.
- Am Palmsonntag erinnert Caccamo mit U Signuruzzu a cavaddu an Jesus’ Einzug in Jerusalem.
- Mariä Himmelfahrt begeht man in Caccamo mit a Marunnuzza.